# Fontaine-au-Pire
Fontaine-au-Pire är en kommun i departementet Nord i regionen Hauts-de-France i norra Frankrike. Kommunen ligger i kantonen Carnières som tillhör arrondissementet Cambrai. År 2022 hade Fontaine-au-Pire 1 209 invånare.

## Befolkningsutveckling
Antalet invånare i kommunen Fontaine-au-Pire
| Referens: INSEE |